# 洪祖星
洪祖星，男，籍貫福建省泉州市晋江市英林镇高湖村，香港电影從業員，曾任香港電影金像獎協會主席，香港影業協會理事長、香港電影製片家協會主席。现任中国电影家协会顾问。2020年5月尾，他曾經參與文藝界支持《香港國家安全法》的聯署（然而聯署其後被指造假，張寶華、蔣志光、徐熙媛、李巧靈矢口否認參與聯署，陳汝騫於2019年與世長辭）。

## 馬主生涯
洪祖星曾經在香港賽馬會成為馬主，名下賽駒以「高湖」兩字命名，包括「高湖之星」、「高湖福將」。

## 榮譽
- 2005年獲授銅紫荊星章[3]。